# 채다희
채다희(1980년 4월 29일 ~ )는 대한민국에서 활동하는 한국계 미국인 가수로 애즈원의 멤버이다.